# Theridion comstocki
Theridion comstocki är en spindelart som beskrevs av Lucien Berland 1920. Theridion comstocki ingår i släktet Theridion och familjen klotspindlar. Inga underarter finns listade i Catalogue of Life.